# Голуб Андрій Демидович
Андрі́й Деми́дович Го́луб (3 травня 1906, село Лелюхівка Полтавської губернії, тепер Полтавського району Полтавської області — 24 лютого 1985, місто Москва, тепер Російська Федерація) — радянський діяч, секретар ЦК КП(б) Киргизії, голова Ради народного господарства Сахалінського економічного адміністративного району. 

## Життєпис
Народився в бідній селянській родині. У 1914—1918 роках навчався в чотирикласній церковнопарафіяльній школі.
З 1918 до 1922 року наймитував у заможних селян. З 1922 до 1928 року працював у господарстві батька. Одночасно з 1924 до 1926 року працював в артілі ткачів «Червоний Промінь», спочатку ткачем, а потім був обраний членом правління артілі. У 1927 році вступив до комсомолу.
У 1927 році районним комітетом ЛКСМУ скерований на курси завідувачів сільських клубів, після закінчення яких із серпня 1928 року працював завідувачем і кіномеханіком Лелюхівського сільського клубу.
З осені 1928 до 1930 року служив у 88-му стрілецькому полку Червоної армії в місті Павловську.
Член ВКП(б) з липня 1930 року.
У 1930—1936 роках — студент геологічного факультету Дніпропетровського гірничого інституту, гірничий інженер.
З лютого 1936 до 1938 року працював шахтним геологом на шахтах № 1/6, а потім шахти № 9/15 міста Анжеро-Судженська Кузбаського вугільного басейну.
У лютому 1938 — жовтні 1940 року — 2-й секретар Анжеро-Судженського міського комітету ВКП(б).
З жовтня 1940 до травня 1941 року навчався у Вищій школі партійних організаторів при ЦК ВКП(б) у Москві.
24 травня 1941 — 1943 року — секретар ЦК КП(б) Киргизії з вугільної та рудної промисловості.
У вересні 1943 — квітні 1945 року — інструктор відділу кадрів вугільної промисловості управління кадрів ЦК ВКП(б).
У квітні 1945 — квітні 1947 року — завідувач сектору відділу кадрів вугільної промисловості управління кадрів ЦК ВКП(б).
У квітні 1947 — 23 грудня 1949 року — 2-й секретар Сахалінського обласного комітету ВКП(б).
З листопада 1949 до лютого 1950 року — у розпорядженні ЦК ВКП(б). З 21 лютого до травня 1950 року — інструктор відділу важкої промисловості ЦК ВКП(б). З 18 травня 1950 до квітня 1952 року — заступник завідувача сектору геології відділу важкої промисловості ЦК ВКП(б). З 14 квітня 1952 до травня 1953 року — завідувач сектору геології відділу важкої промисловості ЦК ВКП(б).
З 8 травня 1953 до серпня 1954 року — завідувач сектору вугільної промисловості промислово-транспортного відділу ЦК КПРС. З 24 серпня до 29 листопада 1954 року — завідувач сектору вугільної промисловості відділу важкої промисловості ЦК КПРС.
29 листопада 1954 — травень 1957 року — заступник міністра вугільної промисловості СРСР із кадрів.
29 травня 1957 — 25 грудня 1962 року — голова Ради народного господарства Сахалінського економічного адміністративного району.
У березні — вересні 1963 року — начальник відділу по раднаргоспах Далекого Сходу Ради народного господарства РРФСР.
З вересня 1963 до грудня 1965 року — начальник Головного управління з постачання та збуту будівельних матеріалів та санітарно-технічного обладнання Росголовбудпостачзбуту при Раді народного господарства РРФСР.
З грудня 1965 до лютого 1969 року — начальник Головного управління з постачання та збуту будівельних матеріалів (Союзголовбудматеріали) при Державному комітеті РМ СРСР із матеріально-технічного постачання (Держпостачі СРСР).
З лютого 1969 року — персональний пенсіонер союзного значення. Був співробітником науково-дослідного інституту економіки та організації матеріально-технічного постачання (НДІМП) при Держпостачі СРСР.
Помер 24 лютого 1985 року в Москві.

## Звання
- лейтенант

## Нагороди
- орден Леніна
- два ордени Трудового Червоного Прапора (1948, 1957)
- орден «Знак Пошани» (1966)
- медалі